# Wimbledon 2012
De 126e editie van het Britse grandslamtoernooi, Wimbledon 2012, werd gehouden van maandag 25 juni tot en met zondag 8 juli 2012. Voor de vrouwen was dit de 119e editie van het graskampioenschap. Het toernooi werd gespeeld bij de All England Lawn Tennis and Croquet Club in de wijk Wimbledon van de Britse hoofdstad Londen.
De finales werden gespeeld op zaterdag 7 en zondag 8 juli 2012. Bij de vrouwen werd de finale tussen Agnieszka Radwańska en Serena Williams gespeeld. Williams won deze finale met 6-1, 5-7 en 6-2. De mannenfinale ging tussen Andy Murray en Roger Federer. Federer won de partij met 4-6, 7-5, 6-3 en 6-4. Hij won hiermee zijn zevende Wimbledontitel en evenaarde Pete Sampras en William Renshaw, die beiden het toernooi ook zeven keer wisten te winnen. Federer kwam door deze overwinning weer op de eerste plaats van de wereldranglijst.
Op de eerste zondag tijdens het toernooi (Middle Sunday) werd traditioneel niet gespeeld.
Het toernooi van 2012 trok 484.805 toeschouwers.

## Enkelspel

### Mannen
Roger Federer won van Andy Murray met 4-6, 7-5, 6-3 en 6-4.

### Vrouwen
Serena Williams won van Agnieszka Radwańska met 6-1, 5-7 en 6-2.

## Dubbelspel

### Mannen
Jonathan Marray en Frederik Nielsen wonnen van Robert Lindstedt en Horia Tecău met 4-6, 6-4, 7-6, 6-7 en 6-3. Jonathan Marray was de eerste Britse winnaar in het mannendubbelspel sinds 1936.

### Vrouwen
Serena Williams en Venus Williams wonnen van Andrea Hlaváčková en Lucie Hradecká met 7-5 en 6-4.

### Gemengd
Mike Bryan en Lisa Raymond wonnen van Leander Paes en Jelena Vesnina met 6-3, 5-7 en 6-4.

## Junioren
Meisjesenkelspel

Finale: Eugenie Bouchard (Canada) won van Elina Svitolina (Oekraïne) met 6-2 en 6-2.
Meisjesdubbelspel

Finale: Eugenie Bouchard (Canada) en Taylor Townsend (Verenigde Staten) wonnen van Belinda Bencic (Zwitserland) en Ana Konjuh (Kroatië) met 6-4 en 6-3.
Jongensenkelspel

Finale: Filip Peliwo (Canada) won van Luke Saville (Australië) met 7-5 en 6-4.
Jongensdubbelspel

Finale: Andrew Harris (Australië) en Nick Kyrgios (Australië) wonnen van Matteo Donati (Italië) en Pietro Licciardi (Italië) met 6-2 en 6-4.

## Rolstoeltennis
Rolstoelmannendubbelspel

Finale: Tom Egberink (Nederland) en Michaël Jérémiasz (Frankrijk) wonnen van Robin Ammerlaan (Nederland) en Ronald Vink (Nederland) met 6-4, 6-2.
Rolstoelvrouwendubbelspel

Finale: Jiske Griffioen (Nederland) en Aniek van Koot (Nederland) wonnen van Lucy Shuker (Verenigd Koninkrijk) en Jordanne Whiley (Verenigd Koninkrijk) met 6-1, 6-2.

## Kwalificatietoernooi (enkelspel)
Algemene regels – Aan het hoofdtoernooi (enkelspel) doen bij de mannen en vrouwen elk 128 tennissers mee. De 104 beste mannen en 108 beste vrouwen van de wereldranglijst die zich inschrijven worden rechtstreeks toegelaten. Acht mannen en acht vrouwen krijgen van de organisatie een wildcard. Voor de overige ingeschrevenen resteren dan nog zestien plaatsen bij de mannen en twaalf plaatsen bij de vrouwen in het hoofdtoernooi – deze plaatsen worden via het kwalificatietoernooi ingevuld. Aan dit kwalificatietoernooi doen nog eens 128 mannen en 96 vrouwen mee. Dat toernooi werd gespeeld in Roehampton.
De kwalificatiewedstrijden vonden plaats van 18 tot en met 21 juni 2012.

### Mannenenkelspel
De volgende 16 mannen kwalificeerden zich voor het hoofdtoernooi.
| - Guillaume Rufin - Ruben Bemelmans - Simone Bolelli - Jerzy Janowicz | - Adrián Menéndez Maceiras - Michael Russell - Jimmy Wang - Iñigo Cervantes Huegun | - Ryan Sweeting - Dustin Brown - Kenny de Schepper - Andrej Koeznetsov | - Florent Serra - Jesse Levine - Brian Baker - Jürgen Zopp |

### Vrouwenenkelspel
De volgende 12 vrouwen kwalificeerden zich voor het hoofdtoernooi.
| - Vesna Dolonts - Karolína Plíšková - Maria Elena Camerin - Camila Giorgi | - Sandra Zaniewska - Melinda Czink - Coco Vandeweghe - Annika Beck | - Kristýna Plíšková - Mirjana Lučić - Jana Čepelová - Kristina Mladenovic |  |

### Mannendubbelspel
De volgende vier mannenkoppels kwalificeerden zich voor het hoofdtoernooi.
- Lewis Burton en  George Morgan
- Bobby Reynolds en  Izak van der Merwe
- Andre Begemann en  Igor Zelenay
- Matthias Bachinger en  Tobias Kamke

### Vrouwendubbelspel
De volgende vier vrouwenkoppels kwalificeerden zich voor het hoofdtoernooi.
- Mirjana Lučić en  Valerija Savinych
- Darija Jurak en  Katalin Marosi
- Vesna Dolonts en  Olha Savtsjoek
- Lindsay Lee-Waters en  Megan Moulton-Levy

## Deelnemers uit België

### Kwalificatietoernooi (enkelspel)
Bij de mannen speelden:
- Ruben Bemelmans; hij won al zijn kwalificatiepartijen en verdiende een plaats in de hoofdtabel.
- Maxime Authom; hij bereikte de derde kwalificatieronde, maar werd daar verslagen door de Italiaan Simone Bolelli.
- Yannick Mertens; hij werd in de eerste kwalificatieronde verslagen door de Rus Tejmoeraz Gabasjvili.

Bij de vrouwen speelde Tamaryn Hendler; zij werd in de eerste kwalificatieronde verslagen door de Amerikaanse Coco Vandeweghe.

### Mannenenkelspel
Bij de mannen deden mee:
- Olivier Rochus; hij verloor zijn eersterondepartij tegen de Spanjaard Nicolás Almagro.
- Steve Darcis; hij verloor zijn eersterondepartij tegen de Fransman Guillaume Rufin.
- Ruben Bemelmans; nadat hij in de eerste ronde won van Carlos Berlocq, verloor hij in de tweede ronde van de Fransman Richard Gasquet.
- Xavier Malisse; hij won in de eerste ronde van Marinko Matosevic, in de tweede ronde van Gilles Simon en in de derde ronde van Fernando Verdasco; in de vierde ronde verloor hij van de Zwitser Roger Federer.
- David Goffin; hij won in de eerste ronde van Bernard Tomic en in de tweede ronde van Jesse Levine. Hij verloor in de derde ronde van de Amerikaan Mardy Fish.

### Vrouwenenkelspel
Bij de vrouwen deden mee:
- Kim Clijsters; zij won in de eerste ronde van Jelena Janković, in de tweede ronde van Andrea Hlaváčková en in de derde ronde van Vera Zvonarjova; in de vierde ronde verloor ze van de Duitse Angelique Kerber.
- Yanina Wickmayer; zij won in de eerste ronde van Svetlana Koeznetsova en in de tweede ronde van Galina Voskobojeva. Zij verloor in de derde ronde van de Oostenrijkse Tamira Paszek.

### Mannendubbelspel
Bij de mannen deden mee:
- Steve Darcis en Olivier Rochus; zij wonnen in de eerste ronde van Lewis Burton en George Morgan en in de tweede ronde van Santiago González en Christopher Kas. In de derde ronde verloren zij van Robert Lindstedt (Zweden) en Horia Tecău (Roemenië).
- Xavier Malisse en Dick Norman; zij verloren in de eerste ronde van Lu Yen-hsun (Taiwan) en Alexander Waske (Duitsland).

### Vrouwendubbelspel
Bij de vrouwen speelde Yanina Wickmayer met Shahar Peer (Israël); zij verloren in de eerste ronde van de Poolse zussen Agnieszka en Urszula Radwańska.

### Gemengd dubbelspel
Bij de gemengde koppels speelde Dick Norman met Alicja Rosolska (Polen); zij verloren in de eerste ronde van Ashley Fisher (Australië) en Mona Barthel (Duitsland).

## Deelnemers uit Nederland

### Kwalificatietoernooi (enkelspel)
Bij de mannen speelde Thomas Schoorel; hij werd in de eerste kwalificatieronde verslagen door de Duitser Dustin Brown.
Bij de vrouwen speelde Bibiane Schoofs; zij bereikte de derde kwalificatieronde, maar werd daar verslagen door de Kroatische Mirjana Lučić.

### Mannenenkelspel
Bij de mannen speelde Robin Haase; hij werd in de eerste ronde verslagen door de Argentijn Juan Martín del Potro.

### Vrouwenenkelspel
Bij de vrouwen deden mee:
- Kiki Bertens; nadat zij in de eerste ronde won van Lucie Šafářová verloor zij in de tweede ronde van de Kazachse Jaroslava Sjvedova.
- Arantxa Rus; zij won in de eerste ronde van Misaki Doi en in de tweede ronde van Samantha Stosur. Zij verloor in de derde ronde van de Chinese Peng Shuai.

### Mannendubbelspel
Bij de mannen deden mee:
- Jean-Julien Rojer met Aisam-ul-Haq Qureshi (Pakistan); zij wonnen in de eerste ronde van Joshua Goodall en James Ward en in de tweede ronde van Bobby Reynolds en Izak van der Merwe. In de derde ronde verloren zij van Jonathan Marray (Groot-Brittannië) en Frederik Nielsen (Denemarken).
- Robin Haase met Jarkko Nieminen (Finland); zij verloren in de eerste ronde van de Amerikaanse broers Bob en Mike Bryan.

### Vrouwendubbelspel
Bij de vrouwen speelde Arantxa Rus met Eléni Daniilídou (Griekenland); zij verloren in de eerste ronde van de Russinnen Jekaterina Makarova en Jelena Vesnina.

### Gemengd dubbelspel
Bij de gemengde koppels speelde Jean-Julien Rojer met Klaudia Jans-Ignacik (Polen); zij verloren in de eerste ronde van Johan Brunström (Zweden) en Andreja Klepač (Slovenië).

## Toeschouwersaantallen en bezoekerscapaciteit
|           |        | Eerste week |         | Tweede week |
| --------- | ------ | ----------- | ------- | ----------- |
| Maandag   |        | 41.821      |         | 39.526      |
| Dinsdag   | 43.917 | 33.109      |         |             |
| Woensdag  | 43.044 | 36.908      |         |             |
| Donderdag | 44.341 | 31.051      |         |             |
| Vrijdag   | 43.073 | 30.324      |         |             |
| Zaterdag  | 40.967 | 28.680      |         |             |
| Zondag    | –      | 28.044      |         |             |
| Totaal    |        | 484.805     | 484.805 | 484.805     |

| Baan                           | Zitplaatsen                    |                                | Baan                           | Zitplaatsen |
| ------------------------------ | ------------------------------ | ------------------------------ | ------------------------------ | ----------- |
| Centre Court                   | 14.974                         |                                | Court No. 10                   | –           |
| Court No. 1                    | 11.393                         | Court No. 11                   | 120                            |             |
| Court No. 2                    | 4.063                          | Court No. 12                   | 1.020                          |             |
| Court No. 3                    | 1.980                          | Court No. 14                   | 312                            |             |
| Court No. 4                    | 170                            | Court No. 15                   | 318                            |             |
| Court No. 5                    | –                              | Court No. 16                   | 312                            |             |
| Court No. 6                    | –                              | Court No. 17                   | 309                            |             |
| Court No. 7                    | 120                            | Court No. 18                   | 782                            |             |
| Court No. 8                    | 170                            | Court No. 19                   | 302                            |             |
| Court No. 9                    | –                              |                                |                                |             |
| Totaal zitplaatsen             | Totaal zitplaatsen             | Totaal zitplaatsen             | Totaal zitplaatsen             | 36.345      |
|                                |                                |                                |                                |             |
| Bezoekerscapaciteit tennispark | Bezoekerscapaciteit tennispark | Bezoekerscapaciteit tennispark | Bezoekerscapaciteit tennispark | 38.500      |

## Ticketprijzen
| Dag       | Show courts  | Show courts | Show courts | Show courts | Ground Pass | Ground Pass  |
| Dag       | Centre Court | Court No. 1 | Court No. 2 | Court No. 3 | Gehele dag  | Na 17:00 uur |
| --------- | ------------ | ----------- | ----------- | ----------- | ----------- | ------------ |
| Maandag   | £ 44         | £ 39        | £ 36        | £ 36        | £ 20        | £ 14         |
| Dinsdag   | £ 44         | £ 39        | £ 36        | £ 36        | £ 20        | £ 14         |
| Woensdag  | £ 56         | £ 49        | £ 43        | £ 43        | £ 20        | £ 14         |
| Donderdag | £ 56         | £ 49        | £ 43        | £ 43        | £ 20        | £ 14         |
| Vrijdag   | £ 71         | £ 60        | £ 51        | £ 51        | £ 20        | £ 14         |
| Zaterdag  | £ 71         | £ 60        | £ 51        | £ 51        | £ 20        | £ 14         |
| Zondag    | –            | –           | –           | –           | –           | –            |
| Maandag   | £ 82         | £ 67        | £ 56        | £ 56        | £ 20        | £ 14         |
| Dinsdag   | £ 82         | £ 67        | £ 37        | –           | £ 17        | £ 12         |
| Woensdag  | £ 95         | £ 71        | £ 34        | –           | £ 17        | £ 12         |
| Donderdag | £ 95         | £ 50        | –           | –           | £ 16        | £ 12         |
| Vrijdag   | £ 105        | £ 33        | –           | –           | £ 15        | £ 11         |
| Zaterdag  | £ 105        | £ 31        | –           | –           | £ 15        | £ 11         |
| Zondag    | £ 120        | £ 26        | –           | –           | £ 8         | £ 5          |

1. ↑  Een Ground Pass gaf toegang tot het tennispark. Met een Ground Pass had men vrije toegang om wedstrijden te bekijken op de niet-gereserveerde plaatsen op de show courts No.3, No.12 en No.18. Daarnaast gaf de Ground Pass toegang tot de buitenbanen No.4-No.11, No.14-No.17 en No. 19, volgens het principe 'wie het eerst komt, het eerst maalt'.
2. 1 2  Deze tickets waren inclusief een Ground Pass en gegarandeerde een zitplaats voor de gehele dag op de betreffende baan.

## Uitzendrechten
In Nederland was Wimbledon te zien bij de betaalzender Sport1. De zender zette naast Sport1 Live, Sport 1 Live HD en Sport1 Tennis ook haar extra tv-kanalen in om het tennistoernooi zo uitgebreid mogelijk in beeld te brengen.
Sport1 had een overeenkomst met de NOS waardoor conform de Mediawet 2008, de halve finales en de finales van het mannen- en vrouwenenkelspel live werden uitgezonden op het open tv-kanaal Nederland 2.
Verder kon het toernooi ook gevolgd worden bij de Britse publieke omroep BBC, waar uitgebreid live-verslag werd gedaan op de zenders BBC One en BBC Two.